# Bob Rafelson
Robert Jay "Bob" Rafelson, född 21 februari 1933 i New York, död 23 juli 2022 i Aspen, Colorado, var en amerikansk filmregissör, producent och manusförfattare.

## Biografi
Rafelson kom från en judisk medelklassmiljö där familjen drev en modistfirma. En kusin, Samson Raphaelson, skrev filmmanus åt Ernst Lubitsch.
Rafelson prövade ett tag på att arbeta i modistfirman men sökte sig sommaren 1962 till Hollywood tillsammans med sin familj. 1965 lockade han dit sin gode vän, Bert Schneider. Tillsammans med honom och vännen Steve Blauner grundade man produktionsbolaget BBS (Bert, Bob, Steve), tidigare Raybert. Väl på plats i Hollywood kom Rafelson att kombinera betydande kreativitet med ett hedonistiskt leverne, präglat av sex och droger. Tillsammans med Schneider producerade han TV-serien om The Monkees men tröttnade på detta koncept efter några år.
Senare kom Rafelson att skapa filmen Head, vilken han skrev tillsammans med Jack Nicholson. Rafelson var senare inblandad i Easy Rider, även om Schneider var nyckelpersonen vid finansieringen av denna film. Med Columbia Pictures i ryggen öppnade man efter framgången med Easy Rider ett kontor på 933 North LaBrea som under en period ansågs vara den trendigaste platsen i Hollywood. Rafelson byggde på sitt rykte genom att regissera den framgångsrika filmen Five Easy Pieces (1970) med Jack Nicholson i huvudrollen. Åren 1971–1972 regisserade Rafelson filmen Kungen av Marvin Gardens, åter med Nicholson i en av huvudrollerna. Denna film blev emellertid inte någon större framgång.
I augusti 1973 avled Rafelsons elvaåriga dotter Julie efter att ha brännskadats då en spis i hemmet exploderade. Denna påfrestning ledde till att hans äktenskap med makan Toby bröt samman. De skilde sig 1977. Han fortsatte samarbeta med Nicholson i ett antal filmer, bland annat Postmannen ringer alltid två gånger. Han producerade även under 1990- och 2000-talen filmer med jämna mellanrum men fick inte lika stor uppmärksamhet som med sina 1970-talsproduktioner.
Rafelson gifte om sig 1999 med Gabrielle Taurek, som förblev hans hustru till hans död. Paret fick två barn. Han fick även två barn med första makan Toby Rafelson.

## Filmografi i urval
- 1966–1968 – The Monkees (TV-serie) (manus, regi och produktion)
- 1968 – Head (manus, regi och produktion)
- 1969 – Easy Rider (produktion)
- 1970 – Five Easy Pieces (manus, regi och produktion)
- 1971 – Den sista föreställningen (produktion)
- 1972 – Kungen av Marvin Gardens (manus, regi och produktion)
- 1981 – Postmannen ringer alltid två gånger (regi och produktion)
- 1992 – Par i trubbel (regi)